# Maria Gorczyńska

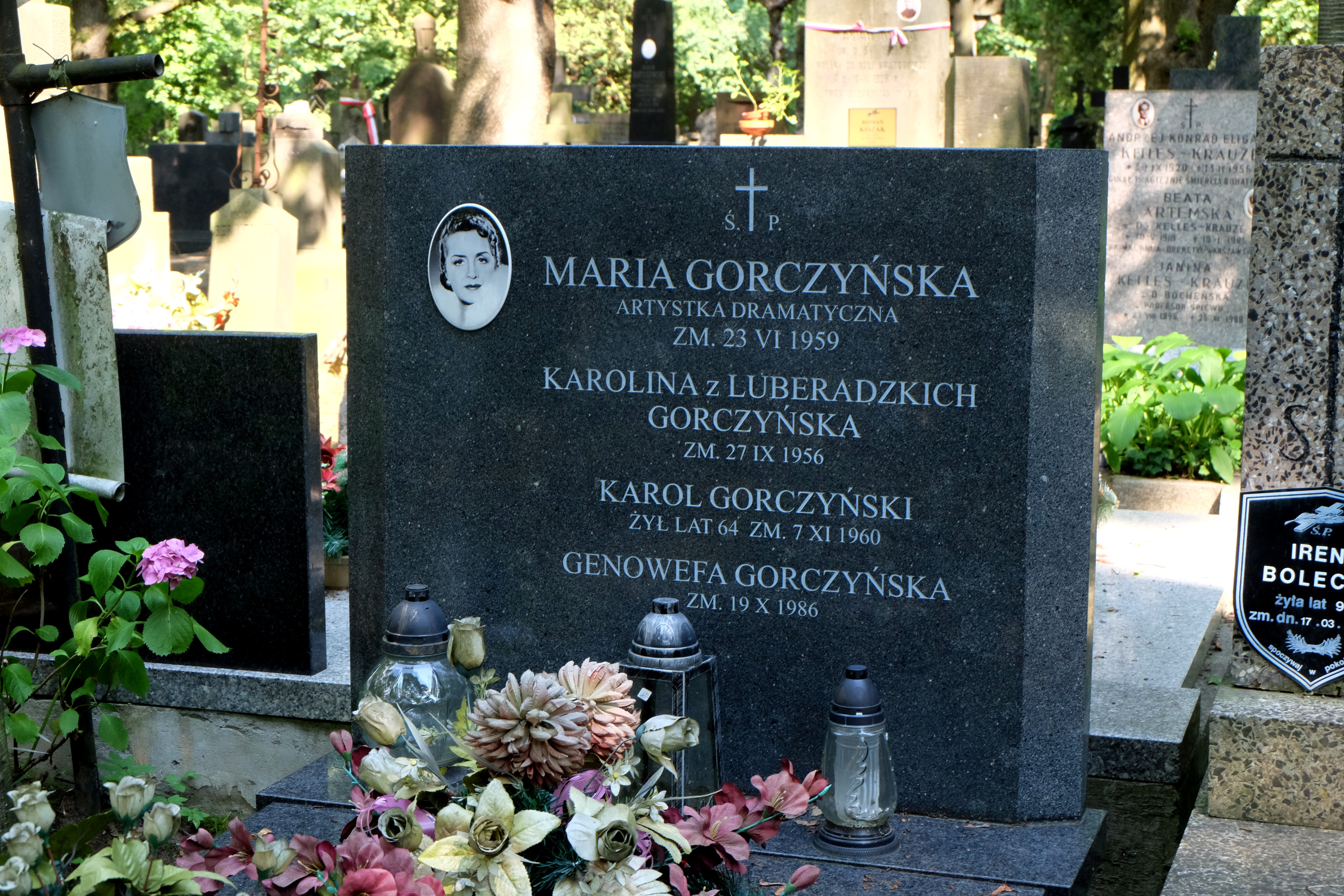
Grób Marii Gorczyńskiej na warszawskim cmentarzu Powązkowskim

Maria Gorczyńska-Lindner (ur. 27 stycznia 1899 w Lublinie, zm. 23 czerwca 1959 w Warszawie) – polska aktorka teatralna i filmowa, dyrektor teatru. Żołnierz Armii Krajowej.

## Życiorys
Urodziła się w rodzinie Józefa Eugeniusza, maszynisty kolejowego, i Karoliny z Dołęga-Luberadzkich (zm. 1956). Ukończyła gimnazjum w Lublinie, a następnie pracowała przez pewien czas na poczcie. Około 1920 roku rozpoczęła naukę w warszawskiej Szkole Dramatycznej. Jeszcze jako studentka w 1922 roku zadebiutowała na deskach Teatru Polskiego w roli Zosi w Weselu Stanisława Wyspiańskiego. Od 1924 roku była aktorką warszawskich teatrów miejskich. Grała między innymi w Teatrze Narodowym, Teatrze Nowym, w Lublinie i w Łodzi oraz na scenach TKKT. Na początku występowała w lekkich komediach i farsach, następnie głównie w sztukach Jasnorzewskiej i Rittnera – zagrała m.in. Rutę w Egipskiej pszenicy i Hanię w Głupim Jakubie. Zyskała uznanie jako ceniona aktorka dramatyczna.
W 1924 roku Gorczyńska zadebiutowała przed kamerą. Ponieważ była aktorką o oryginalnej urodzie i świetnej prezencji zagrała w wielu przedwojennych filmach, głównie role amantek.
W czasie II wojny światowej pracowała jako kelnerka w kawiarni „U Aktorek”. Była żołnierzem Armii Krajowej. Brała udział w powstaniu warszawskim jako łączniczka.
Po wojnie występowała gościnnie w teatrach Krakowa, Wrocławia, Poznania i Łodzi, by w końcu osiąść w Warszawie. W latach 1949/50 była dyrektorem Teatru Klasycznego (obecnie Współczesny). Współpracowała również z Teatrem Polskiego Radia.
Jej mężem był Edward Lindner (zm. 1933).
Zmarła w Warszawie, pochowana na cmentarzu Powązkowskim (kwatera 236-4-24).

## Filmografia
- 1924 – O czym się nie mówi
- 1925 – Iwonka
- 1926 – Trędowata
- 1927 – Mogiła nieznanego żołnierza
- 1927 – Ziemia obiecana
- 1928 – Przedwiośnie
- 1928 – Tajemnica starego rodu
- 1929 – Z dnia na dzień
- 1930 – Tajemnica lekarza
- 1934 – Pieśniarz Warszawy
- 1934 – Co mój mąż robi w nocy…
- 1938 – Moi rodzice rozwodzą się
- 1938 – Ostatnia brygada
- 1938 – Druga młodość
- 1952 – Młodość Chopina

## Spektakle teatralne
- 1922 – Wesele, Teatr Polski w Warszawie jako Zosia
- 1923 – Zdobycie twierdzy, Teatr Polski jako wesoła dama
- 1926 – Nasza żoneczka, Teatr Polski w Wilnie jako Dodo
- 1927 – Szkoła wdzięku, Teatr Letni jako Eliza Howard
- 1928 – Zaręczyny aktorki, Teatr Narodowy jako Michalina
- 1930 – Głupi Jakub, Teatr Narodowy jako Hania
- 1934 – Intryga i miłość, Teatr Narodowy jako Lady Milford
- 1949 – Niemcy, Teatr Współczesny jako Berta
- 1952 – Lalka, Teatr Polski jako Kazimiera Wąsowska
- 1958 – Trzeci dzwonek, Teatr Polski jako Radwańska

## Ordery i odznaczenia
- Krzyż Kawalerski Orderu Odrodzenia Polski (22 lipca 1953)[3]
- Medal 10-lecia Polski Ludowej (19 stycznia 1955)[4]